# Charles Le Gobien

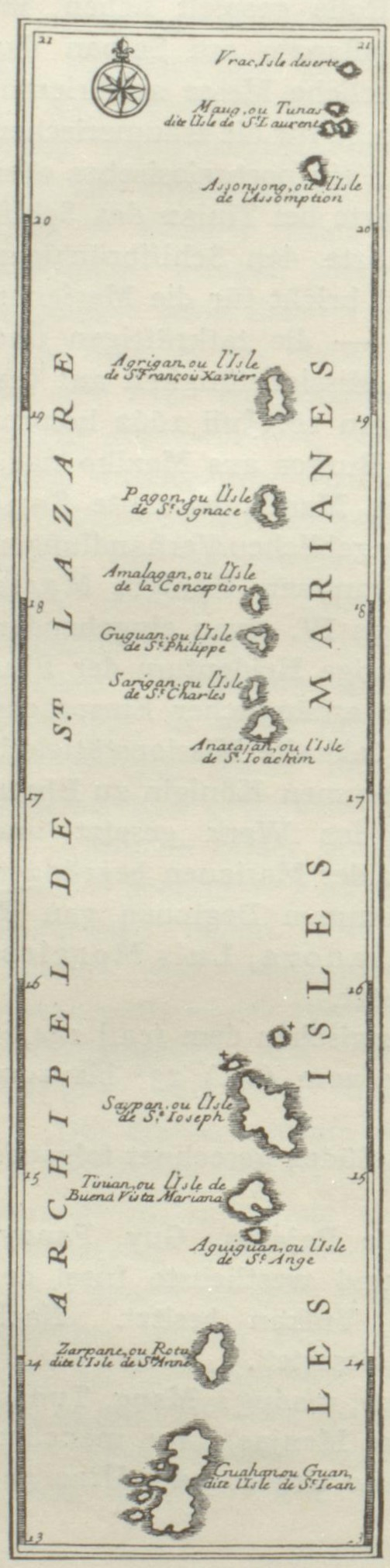
Mapa del archipiélago de las Islas Marianas atribuido al sacerdote Charles Gobien.

Charles Le Gobien fue un jesuita e historiador nacido en S. Malo en 1653 y fallecido en París en 1708. 
Las obras de este jesuita son muy conocidas por estar escritas con bastante exactitud y no poca elegancia, y de ellas las siguientes se consideran como las mejores:
- Cartas sobre los progresos de la religión en la China, París, 1697, en 8°
- Historia del edicto del emperador de la China a favor de la religión cristiana, París, 1698, en 12°
- Indagaciones sobre los honores que los chinos dan á Confucio y d los muertos, París, 1698 , en 12°.
- Historia de las islas Marianas, Paris, 1701, en 12° con mapas.
- Cartas que escribieron algunos misioneros de la compañía de Jesús desde la China y de las Indias orientales, París , 1702 , en 12º. El éxito de esta obra dio origen a la famosa colección de las Cartas edificantes, de la que el P. Legobien publicó los seis primeros tomos.
- Carta de los jesuitas franceses residentes en la China, París, en 4°, etc.